# Українська капела бандуристів імені Тараса Шевченка
Українська капела бандуристів Північної Америки ім. Тараса Шевченка (англ. The Taras Shevchenko Ukrainian Bandurist Chorus of North America) — напівпрофесійна чоловіча капела бандуристів, формально заснована 1941 року в Києві з частини колишніх виконавців попередньої Державної зразкової капели бандуристів, заснованої 1918 року. Від 1949-го базується в Детройті, хоч учасники проживають у багатьох містах Північної Америки.

### Передумови

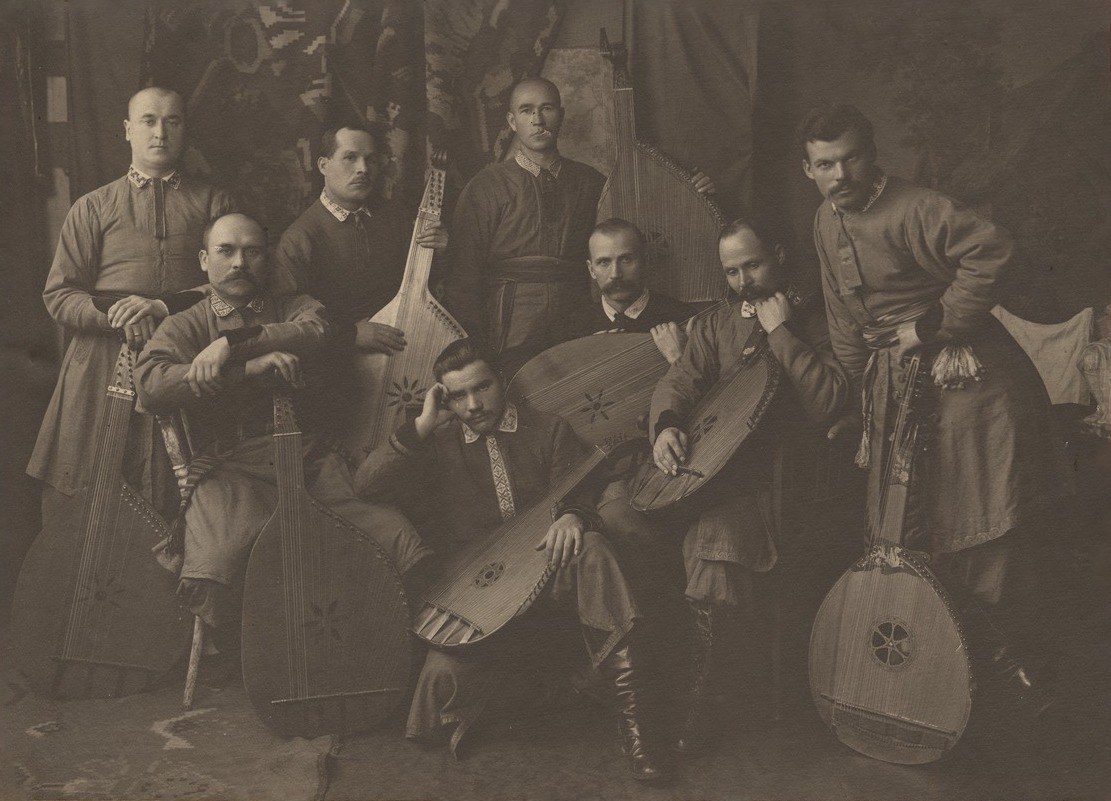
Київська капела 1924

Своєю появою колектив певною мірою завдячує Гнатові Хоткевичу, котрий на ХІІ Археологічному з'їзді в Харкові 1902 року створив перший колектив з бандуристів.

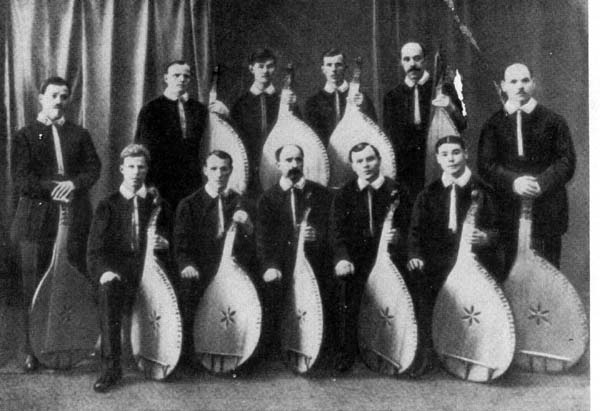
Полтавська капела 1927

Перший мистецький колектив, котрий мав назву «Кобзарський хор», під керівництвом бандуриста та синьожупанника Василя Ємця створили в Києві в серпні 1918 року, а в листопаді був перший виступ. Хор бандуристів проіснував до березня 1919-го. Багато з учасників постраждали під час революційних подій, інші емігрували на Захід.
1923 року відновили «Київську капелу бандуристів», яка включала лише двох учасників колишнього «Кобзарського хору» — Федора Дорошка та Георгія Копана. Обидва за часів Сталінського терору були фізично знищені 1938-го.
Полтавська капела, на чолі з Володимиром Кабачком, почала свою діяльність у січні 1925 року. 1928-го року її очолив Гнат Хоткевич, котрий вивів колектив на вищий професійний рівень. Від січня 1930-го — «Перша зразкова капела Наркомосу УСРР». Проте з настанням 1930-х років ставлення влади до бандурного мистецтва змінилось. Було припинено фінансування, В. Кабачок у січні 1934 року зазнав арешту.
У січні 1934 року учасники обидвох капел перестали отримувати зарплату, чимало — були заарештовані, в жовтні 1934 року обидві капели були ліквідовані. У цей час деякі виконавці перейшли до хору «Думка» під керівництво Нестора Городовенка. У жовтні 1935-го року, культурна політика країни помінялася, і з залишків Полтавської та Київських капель була сформована Зразкова капела бандуристів під керівництвом М. Михайлова.

### Під час ІІ Світової війни
З початком німецької агресії учасники Державної зразкової капели були змобілізовані і колектив був знову розформований — молодших виконавців мобілізували до лав РСЧА, старших та неблагонадійних залучали копати протитанкові рови. Дехто подався в батьківські оселі у провінцію. На час захоплення у вересні Києва вояками Вермахту, у місті перебувало лиш четверо артистів колишнього передвоєнного колективу. Майже відразу по зміні керівництва столиці один з них — Дмитро Черненко — у перших числах щойно організованої газети «Українське Слово» подав об'яву до членів капели повернутися до Києва і знову розпочати свою працю. На заклик відгукнулися з усіх усюд і колектив бандуристів, під керівництвом колишнього концертмейстера капели Григорія Назаренка, вже наприкінці 1941 року знов почав концертувати. В цей час учасники капели звернулися до міської управи та дістали дозвіл на патронат Т. Г. Шевченка. Міський відділ культури і освіти нової влади, на чолі з Іваном Кавалерідзе, офіційно затверджує колектив під назвою Українська Капела Бандуристів ім. Тараса Шевченка і надає для репетицій приміщення театру Бергоньє. Перший виступ з великим успіхом відбувся в Білій Церкві, капела гастролює по Київщині.

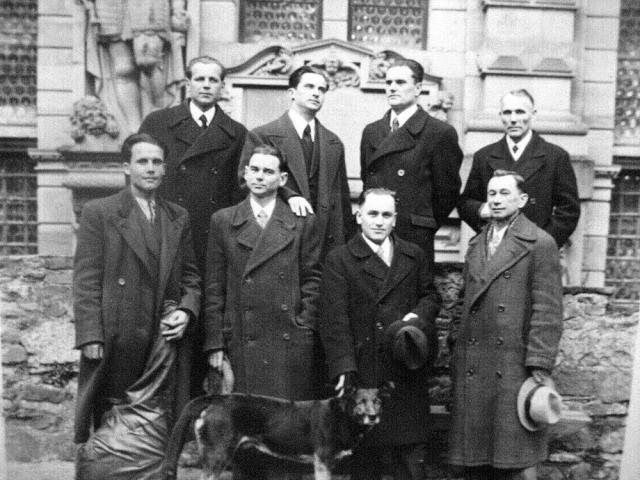
Капела в Гайдельбергу, 1943

Незабаром, з таборів для полонених, Гребінки та Ромен відповідно, німці звільнили Тимофія Пивка та Григорія Китастого, останньому й було передано мистецьке керівництво колективом.
Невдовзі за ініціативи директора видавництва «Волинь» Степана Скрипника та члена відділу культосвіти Києва Миколи Приходька колектив запрошено до Волині. Під час виступів краєм у червні 1942-го року колектив очолив Іван Майстренко. Відбулось кілька тріумфальних концертів у Рівному та Луцьку. Згодом був концерт 26 липня біля містечка Жидачів під час насипання могили Борцям за волю України, що загинули від куль енкаведистів при відступі радянських військ, на завершенні котрого пролунав марш «Гей, нумо, хлопці, до зброї!».

Капела бандуристів ім. Тараса Шевченка Інґольштадт, 1946

В 1942-му році, капела з 17-ти учасників виїхала на гастролі до Райху — переважно на концертні виступи в таборах Остарбайтерів. Колектив було закріплено до відділу культури «Kraft durch Freude». По жовтень 1943-го року, артисти відбули 370 концертів у 168-х містах.
Від жовтня 1943-го року, капела перебувала на гастролях в Галичині. Зокрема 8 — 9 березня 1943 року дала два концерти в Дрогобичі. Пересуваючись з виступами краєм, капеляни з родинами переїхали в містечко Турка. Тут вони зустріли поета Івана Багряного. На його слова, покладені на музику Григорієм Китастим, було створено «Марш Україна», котрий набув популярності в УПА і виконувався того літа на кожному концерті. 25 липня 1944-го року капела залишила містечко й вирушила до Відня — в австрійській столиці та її околицях відіграла кілька концертів. Грудень 1944-го — березень 1945-го, колектив перебував у Берліні. Невдовзі до падіння Райху учасники гурту з родинами переїхали до Баварії. 31 квітня крайове містечко Ердінг зайняли американці.
Перед завершенням війни колектив опинився в американській зоні окупації в містечку Інгольштадт, а згодом в Реґенсбурзі. Капела продовжувала свою концертну діяльність. Було додатково запрошено Володимира Божика та ряд інших професійних співаків, переважно з Галичини. Капела бандуристів таким чином була перетворена на чоловічий хор, де лише частина учасників грала супровід на бандурі.

### США
1949 року капела емігрувала до Детройта, США. Незабаром колектив почав концертні виступи, намагаючись зберегти свій професійний статус. Проте діяльність з поширення етнічної вокально-інструментальної музики на новому місці виявилася неприбутковою, значна кількість артистів, аби прогодувати сім'ї, влаштувались на роботу в місцевій промисловості, переважно в автобудівній галузі. Безпосередньо ж музичним виступам було присвячено лиш декілька тижнів на рік. Ці фактори зумовили подальший самодіяльний статус колективу.
1958-го року гурт виїхав на гастролі до Європи. Рецензії були схвальні, проте турне не виправдало себе фінансово — колектив нажив собі великі борги. Без відповідної фінансової бази для подальшої праці диригенти В.Божик та Г.Китастий залишили капелу.
У зв'язку з цими подіями, на початку 1960-х в капелі бандуристів настала мистецька криза. Пропоновані диригенти часто мінялися. Керували в різні періоди Іван Китастий, Євген Цюра, Петро Потапенко та Іван Задорожний. Склад учасників теж був нестабільний.
Довголітній адміністратор капели — Петро Гончаренко зумів зорганізувати сплату попередніх боргів і зберіг колектив як мистецьку одиницю. Він також віднайшов нових диригентів, продовжував видавати платівки гурту, наладнав в Америці виробництво бандури та організував професійні концертні гастролі, зокрема найуспішнішим став артпроєкт «Слово Тараса».
У 1968-му до керівництва повернувся Г. Китастий. З його приходом репертуар поповнився новими творами. Також він вклав внесок у виховання молодих бандуристів, котрі з часом поповнили склад капели. Кожен другий рік колектив гастролював по Північній Америці, 1981-го в Австралії.

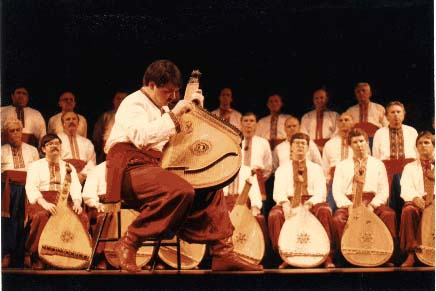
Інструментальний соліст виступає перед капелею

У 1984-му Г. Китастий упокоївся і керівництво перейшло до Володимира Колесника. Під його проводом до складу капели була долучена група молодих співаків. Репертуар було відновлено вимушено забутими, забороненими свого часу творами Гната Хоткевича: «Поема про Байду», «Буря на Чорному морі», «Невільничий ринок у Кафі», «Заповіт» та інші з тих котрі певний час складали репертуар Полтавської капели бандуристів, але з арештом Хоткевича були заборонені. Виконавці капели під його керівництвом повністю перейшли на бандури харківського типу та почали вивчення харківської школи гри на бандурі. Під керівництвом В. Колесника капела в 1991-94му роках гастролювала по Україні, здобувши Шевченківську премію.
1996-го колектив очолив Олег Махлай. Під його керівництвом капела відвідувала Україну, концертувала по Європі та видала численні записи.

## Диригенти та мистецькі керівники

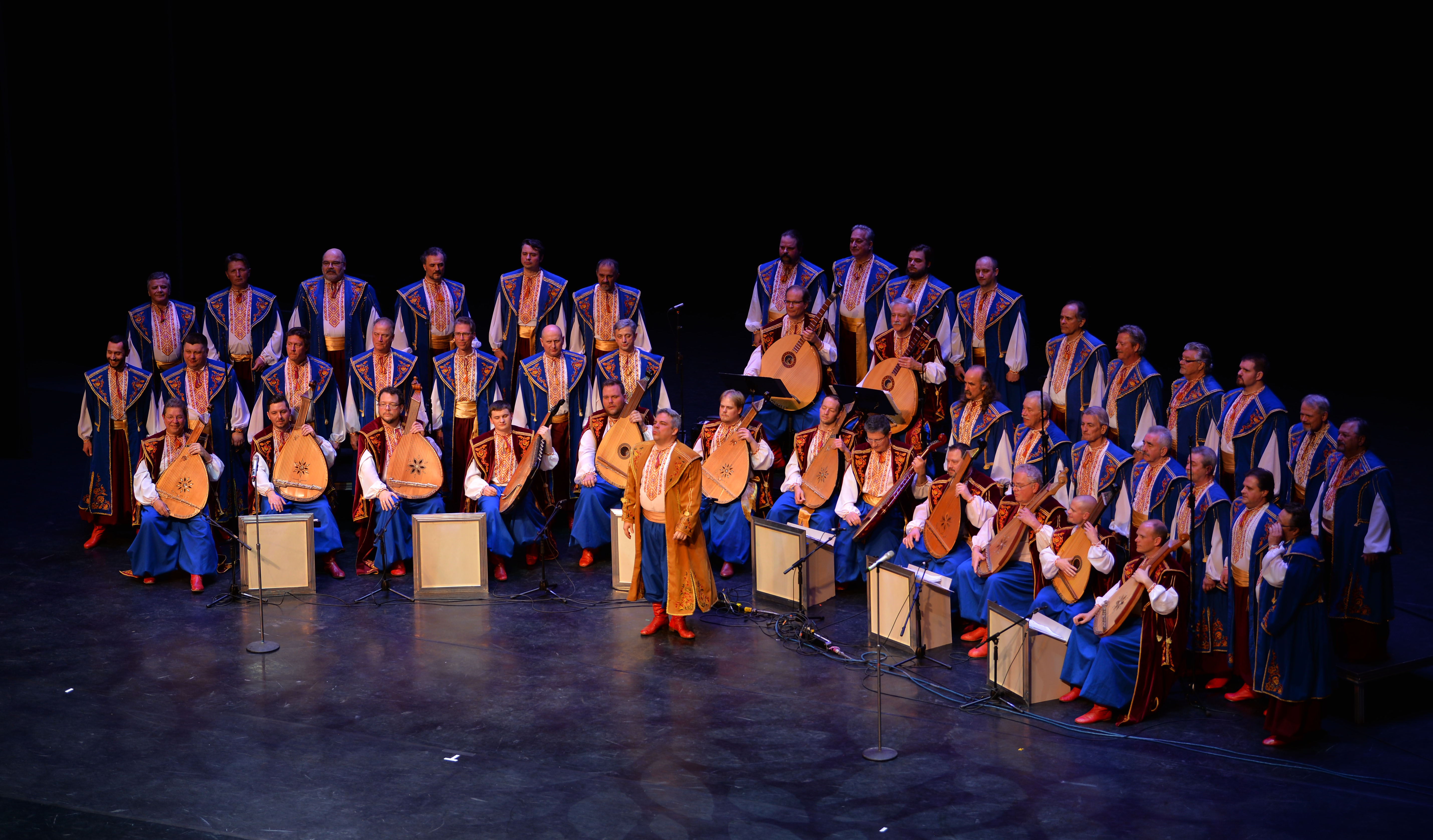

- Григорій Назаренко (1942)
- Г. Китастий (1942—1948)
- В. Божик (1946—1947) (1949—1958)
- Г. Китастий (1957—1958)
- І. Китастий (1959)
- П. Потапенко (1959-62, 65)
- Іван Задорожний (1961-62,65-66)
- Євген Цюра (1962-65, 67)
- Г. Китастий (1968—1983)
- В. Колесник (1984—1996)
- А. Бриттан (2008—2009),
- Б.Герявенко (2010—2012)
- О. Махлай[en] (1996—2008, 2012-)

## Репертуар
Хор бандуристів відрізнявся від радянських колективів специфічним репертуаром, котрий містив релігійні твори, церковні колядки, республіканські, стрілецькі та повстанські пісні.
Вибране
Гнат Хоткевич:
- «Поема про Байду»,
- «Буря на Чорному морі»,
- «Невільничий ринок у Кафі»,
- «Пісня про Нечая»,

Григорій Китастий:
- «Пісня про Тютюнника»,

- «Чорними хмарами» (марш «Україна»),
- «Вставай народе»,
- «Грай кобзарю»,
- «Поема про Конотопську битву»,
- «Гомін Степів»,

Обробки:
- «Чорна рілля ізорана»,
- «Ой дівчино шумить гай»,
- «Ніч яка місячна»,
- «Реве та стогне Дніпр широкий»

та інші.

## Звукозаписи
- Ukrainian Bandurist's Chorus (UBC) # 1 Hryhoriy Kytasty Conductor / Українська капеля бандуристів під мистецьким проводом Григорія Китастого — Альбом 6-ох двосторонніх 12-цальових грампластинок записані на швидкості 78rpm. Номери пластинок EO-CC-537 до 548 (Чикаго, березень 1950, at RCA Victor Studio).
  - Пізніше перевидано як довгограюча платівка (RCA Custom Records, Chicago, Ill; mx 822U-6835/6836).
- UBC #2: Ukrainian Bandurists Chorus # 2 Volodymyr Boshyk Conductor / Українська капеля бандуристів, диригент Володимир Божик — Альбом 6-ох двосторонніх 10-цальових платівок (78 об./хв.), mx PR-408/409, 410/411, 412/413, 414/415, 416/419 та 417/418 (Монреаль, березень 1951, at RCA Victor Studios).
  - Перевидано австралійською фірмою Carinia (номери платівок UB-429 до UB-434).
  - Перевидано Союзом українців у Великій Британії під лейблом Echo, платівка E-123 та (ймовірно) інші.
  - Частково (5 платівок з 6) по-піратськи перевидано в Нью-Йорку під лейблами Ukrainian records та Stinson[en] (номери платівок UK-1, UK-2, UK-3, UK-7 та UK-28).
  - Частково (3 платівки з 6) по-піратськи перевидано в Нью-Йорку під лейблом Argee records (номери платівок 2503, 2504, 2505).
- UBC #3: Ukrainian Bandurist's Chorus #3 Volodymyr Boshyk Conductor / Колядки — Коляди — Щедрівки. Українська капеля бандуристів ім. Т. Шевченка під мистецьким проводом В. Божика — Альбом 4-ох двосторонніх 10-цальових платівок, mx 8688 до 8695 (Детройт, 1952).
- UBC #4: платівка UB-5639/???? та інші (USA, 1955?).

Подальші альбоми випускалися як окремі 12-цальові платівки на 33 1/3 rpm, видання RCA Custom Records, Chicago, Ill:
- UBC #5: Ukrainian Carols: Ukrainian Bandurists Chorus (LO8P-4512/4513);
- UBC #6: Слово Тараса: Українська Капеля Бандуристів ім. Тараса Шевченка (M8OP-6413/6414);
- UBC #7:
- UBC #8:
- UBC #9:
- UBC #10: 1918—1968 Ювілейний Альбом Українська Капеля Бандуристів ім. Тараса Шевченка. Мистецький Керівник Григорій Китастий/Ukrainian Bandurist Chorus, Conductor Hryhory Kytasty, 50th Anniversary Stereophonic Phonorecord (822U (чи W4RS)-6229/6230);
- UBC #11: Birth of the song (conductor Ivan Zadorozny) (822U-5300/5301);
- UBC #12: Song of Ukraine: 40th anniversary record (conductors Hryhory Kytasty and Volodymyr Bozyk) (822U-5094/5095);
- UBC #13: Christmas Carols: Ukrainian Bandurist Chorus (822U-3980/3981);
- UBC #14: Пісня весни / Song of spring (822U-5072/5073);
- UBC #15:
- UBC #16: Вставай, народе! / Arise ye people! (822U-5074/5075);
- UBC #17:
- UBC #18: 1918—1978 Ювілейний Альбом Українська Капеля Бандуристів ім. Тараса Шевченка. Дириґент — Григорій Китастий / Ukrainian Bandurist Chorus, Conductor Hryhory Kytasty, 60th Anniversary (822U-5076/5077);
- UBC #19: Грай, бандуро / Play, bandura (822U-5078/5079);
- UBC #20: «Ой гиля, гиля гусоньки на став» — видана 1981 р. (822U-5080/5081);
- UBC #21: 65-ліття / 65th anniversary — видана 1982 р. (by Audio Graphics, номер 8304x32).

Поза серією: Choral music of the Ukraine: Ukrainian Bandura Choir (записи зі світового турне 1958-59 рр.) — 12-цальова пластинка 33 1/3 rpm видання London International (TW 91201, mx LPD 7357/7358).